# Тимино (Омская область)
Тимино — деревня в Тарском районе Омской области России. Входит в состав Соускановского сельского поселения.

## История
Основана в 1817 г. Основателями были переселенцы - казаки из Кубани. Среди них были братья Шатовы. В 1928 г. состояла из 47 хозяйств, основное население — русские. В составе Соускановского сельсовета Знаменского района Тарского округа Сибирского края.

## Население
| 1926 | 2002 | 2010 |
| ---- | ---- | ---- |
| 263  | ↘79  | ↘49  |